# Armando Freitas Filho
Armando Martins de Freitas Filho (Rio de Janeiro, 1940 — Rio de Janeiro, 26 de setembro de 2024) foi um poeta brasileiro.

## Biografia
Considerado um dos mais importantes da literatura moderna brasileira, Armando teve como mestres Manuel Bandeira e Carlos Drummond de Andrade, que ouvia declamarem seus próprios poemas em disco, presenteado pelo pai. Torcedor do Fluminense, criado na Urca, namorou a poeta Ana Cristina César, cuja morte marcou fortemente sua vida.
Foi pesquisador na Fundação Casa de Rui Barbosa, secretário da Câmara de Artes no Conselho Federal de Cultura, assessor do Instituto Nacional do Livro, no Rio de Janeiro, pesquisador na Fundação Biblioteca Nacional, assessor no gabinete da presidência da Funarte, onde se aposentou.
Em 2003, publicou Máquina de escrever — poesia reunida e revista (1963–2003), onde comemora 40 anos de carreira. Recebeu, em 1986, com o livro 3x4, o prêmio Jabuti e, em 2000, com o livro Fio terra, o prêmio Alphonsus de Guimaraens, concedido pela Biblioteca Nacional. Em 2001, ganhou a Bolsa Vitae de Artes. Em 2006, publicou Raro mar.
Em 1979, publicou o ensaio Poesia vírgula viva, no livro Anos 70 - Literatura, no qual faz um panorama da poesia brasileira desde os anos 50. É o organizador da obra de Ana Cristina César.

### Morte
Morreu em 26 de setembro de 2024, conforme confirmado pela Companhia das Letras, que indicou apenas "complicações de saúde" como causa da morte.

## Obras
- 1963 – Palavra, poesia
- 1966 – Dual, poesia
- 1970 – Marca registrada, poesia
- 1975 – De corpo presente, poesia
- 1979 – À mão livre, poesia
- 1982 – Longa vida, poesia
- 1985 – 3x4, poesia
- 1988 – De cor, poesia
- 1991 – Cabeça de homem, poesia
- 1994 – Números anônimos, poesia
- 1997 – Duplo cego, poesia
- 2000 – Fio terra, poesia
- 2003 – Máquina de escrever — poesia reunida e revista
- 2006 – Raro mar, poesia
- 2009 – Lar, poesia
- 2013 – Dever, poesia
- 2016 – Rol, poesia

## Filmografia
- Manter a Linha da Cordilheira sem o Desmaio da Planície (2016), documentário dirigido por Walter Carvalho.

## Prêmios
| 2014 | Competição                                     | País   | Livro               | Colocação      |
| ---- | ---------------------------------------------- | ------ | ------------------- | -------------- |
| 1986 | Prêmio Jabuti                                  | Brasil | 3x4                 | Vencedor       |
| 2000 | Prêmio Alphonsus de Guimaraens                 | Brasil | Fio Terra           | Vencedor       |
| 2003 | Prêmio Jabuti                                  | Brasil | Máquina de Escrever | 3o. lugar      |
| 2007 | Prêmio Jabuti                                  | Brasil | Raro Mar            | 3o. lugar      |
| 2010 | Prêmio Portugal Telecom de Literatura          | Brasil | Lar                 | 3o. lugar      |
| 2011 | Prêmio Moacyr Scliar                           | Brasil | Lar                 | Menção honrosa |
| 2014 | Prêmio Alphonsus de Guimaraens                 | Brasil | Dever               | Vencedor       |
| 2014 | Prêmio Alceu Amoroso Lima - Poesia e Liberdade | Brasil |                     | Vencedor       |